# Lijn B1 (metro van Rome)
Lijn B1 is een metrolijn in de Italiaanse hoofdstad Rome. De lijn is tussen 2005 en 2012 aangelegd als zijtak van lijn B om de wijken in het noorden van de stad een aansluiting op de metro te bieden. De lijn aanduiding B1 wordt sinds 2012 gebruikt voor de metro's die ten noorden van Bologna de zijtak in plaats van de hoofdlijn berijden. Ten zuiden van Bologna wordt over de sporen van lijn B gereden. Op 21 april 2015 werd de lijn in noordelijke richting verlengd tot Jonio waar in de toekomst ook lijn D een halte zal krijgen. Ten noorden van Jonio staan nog vier stations op de tekentafel en het is de bedoeling dat de lijn uiteindelijk de ringweg (GRA) zal bereiken. In 2018 is voorgesteld om lijn B1 samen te voegen met de voorstadslijn naar Lido. In februari 2019 werd metrolijn E goedgekeurd die tussen Bologna en Piramide onder de route van lijn B zal liggen.    

## Stations
| Station                 | Overstappunt | Foto * | Type                         | Geopend          | Ligging                        | Opmerkingen |
| ----------------------- | ------------ | ------ | ---------------------------- | ---------------- | ------------------------------ | --- |
| Bufalotta GRA           |              | 100 !  |                              | Gepland          | 41° 58′ 25″ NB, 12° 32′ 18″ OL | |
| Serpentara              |              | 110 !  |                              | Gepland          | 41° 57′ 53″ NB, 12° 31′ 6″ OL  | |
| Cervialto               |              | 120 !  |                              | Gepland          | 41° 57′ 33″ NB, 12° 31′ 27″ OL | |
| Valle Melaina           |              | 130 !  |                              | Gepland          | 41° 57′ 11″ NB, 12° 31′ 24″ OL | |
| Jonio                   |              | 140 !  | kuip                         | 21 april 2015    | 41° 56′ 49″ NB, 12° 31′ 39″ OL | |
| Conca d'Oro             |              | 150 !  | ondiep gelegen zuilenstation | 13 juni 2012     | 41° 56′ 21″ NB, 12° 31′ 39″ OL | |
| Libia                   |              | 160 !  | kuip                         | 13 juni 2012     | 41° 55′ 59″ NB, 12° 31′ 15″ OL | |
| Sant'Agnese/Annibaliano |              | 170 !  | dubbelgewelfdstation         | 13 juni 2012     | 41° 55′ 28″ NB, 12° 30′ 57″ OL | |
| Bologna                 |              | 270 !  | ondiep gelegen zuilenstation | 8 december 1990  | 41° 54′ 47″ NB, 12° 31′ 14″ OL | De helft van de metro's neemt hier de aftakking naar lijn B                                                                   |
| Policlinico             |              | 280 !  | dubbelgewelfdstation         | 8 december 1990  | 41° 54′ 32″ NB, 12° 30′ 42″ OL | |
| Castro Pretorio         |              | 290 !  | dubbelgewelfdstation         | 8 december 1990  | 41° 54′ 23″ NB, 12° 30′ 20″ OL | |
| Termini                 |              | 600 !  | enkelgewelfdstation          | 10 februari 1955 | 41° 54′ 6″ NB, 12° 30′ 2″ OL   | onder Stazione Termini |
| Cavour                  |              | 610 !  | enkelgewelfdstation          | 10 februari 1955 | 41° 53′ 42″ NB, 12° 29′ 37″ OL | |
| Colosseo                |              | 680 !  | enkelgewelfdstation          | 10 februari 1955 | 41° 53′ 28″ NB, 12° 29′ 30″ OL | Bezienswaardigheid: Colosseum                                                                                                 |
| Circo Massimo           |              | 770 !  | kuip                         | 10 februari 1955 | 41° 53′ 3″ NB, 12° 29′ 19″ OL  | Bezienswaardigheid: Circus Maximus                                                                                            |
| Piramide                |              | 780 !  | uitgraving                   | 10 februari 1955 | 41° 52′ 32″ NB, 12° 28′ 56″ OL | Bezienswaardigheid: Piramide van Cestius tevens nabij het beginpunt van de spoorlijn Rome-Lido en nabij treinstation Ostiense |
| Garbatella              |              | 790 !  | maaiveld                     | 10 februari 1955 | 41° 52′ 0″ NB, 12° 28′ 60″ OL  | |
| Basilica San Paolo      |              | 800 !  | talud                        | 10 februari 1955 | 41° 51′ 22″ NB, 12° 28′ 42″ OL | Nabij de kerk van Sint-Paulus buiten de Muren                                                                                 |
| Marconi                 |              | 810 !  | talud                        | 26 april 1994    | 41° 50′ 58″ NB, 12° 28′ 32″ OL | |
| EUR Magliana            |              | 820 !  | maaiveld                     | 10 augustus 1924 | 41° 50′ 22″ NB, 12° 27′ 48″ OL | |
| EUR Palasport           |              | 840 !  | semi-ondergrondsstation      | 10 februari 1955 | 41° 49′ 48″ NB, 12° 28′ 0″ OL  | |
| EUR Fermi               |              | 850 !  | semi-ondergrondsstation      | 10 februari 1955 | 41° 49′ 43″ NB, 12° 28′ 16″ OL | |
| Laurentina              |              | 860 !  | ondiep gelegen zuilenstation | 10 februari 1955 | 41° 49′ 37″ NB, 12° 28′ 52″ OL | |

* De sorteerwaarde van de foto is de ligging langs de lijn